# 1820年痛苦和刑罰草案
《1820年痛苦和刑罰草案》（英語：Pains and Penalties Bill 1820）是由英王喬治四世要求下，政府在1820年向英國國會提效的一項草案，目的是要解除他與卡羅琳的婚姻關係，以及奪禠她英國王后的身份。
本身風流成性的喬治被父王喬治三世迫令下，在1795年和表妹卡羅琳大婚，當時喬治仍然是威爾斯親王。可是，兩人的婚姻關係形同災難，兩夫婦在1796年誕下唯一的兒女夏洛特公主後便開始分居，而夏洛特公主也在1817年分娩後與嬰兒一同難產死亡。卡羅琳在1814年起移居到海外生活，在外期間任命一名叫巴托洛梅奧·佩爾加米（Bartolomeo Pergami）的意大利男子擔任她的伴遊，這名伴遊未幾更出任她的首席僕役，外界盛傳兩人是情侶關係。
在1820年，喬治三世駕崩，喬治四世即位，卡羅琳為了確立她的王后身份而返回英國。喬治極為鄙視她，而且還堅持要與卡羅琳離婚。可是根據當時的英格蘭律例，除非夫婦任何一方觸犯通姦罪，否則離婚即屬違法。由於夫婦二人都不願承認觸犯通姦罪，喬治於是透過國會引入一項草案，假如草案獲得通過，將等同宣告卡羅琳通姦罪成，並准予英皇離婚。但事實上，審議草案等如卡羅琳要受國會公審，並要由上、下議院議員擔任參與聆訊。
國會的聆訊因起社會極大哄動，作供內容也被傳媒廣泛報導，露骨的細節內容亦被傳媒鉅細無遺地記錄下來，而草案最終只能先獲上院以些微票數通過，但卻激起社會上對卡羅琳的同情，以及對喬治的不滿。鑑於上院只以些微票數通過草案，再加上民情洶湧，政府認為草案獲下院通過的機會渺茫，最終在下院就草案展開辯論前宣佈撤回。

## 草案背景
在1795年，英皇喬治三世迫令長子威爾斯親王喬治迎娶表妹不伦瑞克-沃爾芬比特爾的卡羅琳女公爵為妻。然而，兩人性格完全不合，婚姻形同災難。在1796年誕下唯一的兒女夏洛特公主後，兩人便在翌年開始分居，而夏洛特公主更不幸在1817年分娩後，與嬰兒一同難產死亡，死時僅21歲。在分居以後，卡羅琳開始受到皇室冷落，最終選擇在1814年離開英國，往歐洲大陸居住。在1820年1月29日，她的家翁喬治三世駕崩，並由丈夫繼位為喬治四世，卡羅琳則按理成為皇后。不過，喬治四世拒絕承認卡羅琳的皇后身份，並下令英國各地駐外大使，確保各國君主都不承認她的皇后身份。在皇家命令之下，卡羅琳之名從聖公會禮拜儀式使用的《公禱書》中剔除，喬治一有機會，都設法排除卡羅琳出自己的生活之外。但在同年6月，卡羅琳返回倫敦，堅持取回她獲賦予的權利，成為英國皇后。
喬治極度鄙視返回倫敦的卡羅琳，同時在過去數年間，他設法搜集證據，企圖證明卡羅琳在歐陸居住的時候，與她來自意大利的僕役長巴托洛梅奧·佩爾加米通姦。就在卡羅琳返回英倫後翌日，喬治將搜集得來的證據提交國會，這些證據分別用兩個綠色布袋裝載，其中一個由首相利物浦勳爵呈交上議院，另一袋證據則由外相卡蘇里勳爵負責呈交下議院，兩人又各自要求上、下兩院設立機密小組審閱布袋內的證據。不過，卡羅琳的首席代表大律師兼反對黨輝格黨下院議員亨利·布魯厄姆卻要求公開布袋內的文件。布魯厄姆心知公眾同情卡羅琳而非她的丈夫和民望欠佳、處於弱勢的政府，他相信公開喬治自己的婚外情細節，甚至是公開他多年前與情婦瑪麗亞·費茲赫伯特（Maria Fitzherbert）訂下的非法婚姻，將痛擊執政托利黨政府，隨時促使利物浦勳爵的內閣垮台。
為尋求妥協，卡蘇里和另一托利黨要員威靈頓公爵與布魯厄姆和卡羅琳的另一位代表律師托馬斯·登曼（Thomas Denman）會面接洽，而親托利黨的下院議員威廉·威伯福斯亦成功遊說下院暫停討論布袋內的證據，讓雙方有足夠時間協商。不過，雙方未能在討論中達成任何共識，其中，托利黨建議向卡羅琳發放每年50,000英鎊生活費，以女公爵身份居於海外，但卡羅琳堅持自己有權成為皇后，並指政府提出的生活費有賄賂之虞。隨後威伯福斯向下院提出一項沒有約束力的動議，敦請卡羅琳放棄其訴求，結果動議獲394票對124票大比數通過。雖然如此，普羅大眾卻站在卡羅琳一方，而卡羅琳也斷然拒絕動議的要求。此時，與卡羅琳曾傳出緋聞的內閣要員喬治·坎寧表態批評國會和政府對卡羅琳採取的行動，並威脅要從政府辭職，以示抗議。由於坎寧深具影響力，一旦辭職，內閣勢必垮台，內閣唯有極力挽留。未幾，坎寧卻因長子病逝而出遊歐洲散心，因此沒有參與國會隨後進行的辯論。
在6月27日，上議院否決輝格黨黨魁格雷勳爵要求中止調查的動議，調查遂正式展開。上院設立了一個由15名上議員組成的委員會，研究布袋內的證據，委員會主席哈洛比勳爵（Lord Harrowby）在一星期後公佈，鑑於事態嚴重，有必要透過「立法途徑」處理，促使首相利物浦勳爵在翌日宣佈政府將就事件引入一項草案。

## 草案內容
在7月5日，政府向國會正式提交《痛苦和刑罰草案》，節錄內容如下：
|  | 茲禠奪卡羅琳·阿米利亞·伊麗莎白王后陛下，作為本王國王后所獲得的封號、特權、權利、優待權和轄免權；並解除英皇陛下與前述卡羅琳·阿米利亞·伊麗莎白之間的婚姻關係。 |

這項草案指控卡羅琳涉嫌與「地位卑微的外人」巴托洛梅奧·佩爾加米觸犯通姦罪，並因此喪失作為王后所享有的權利。政府的草案事實上變成對卡羅琳展開公審，在審議草案期間，政府可傳召證人指證卡羅琳，而卡羅琳的辯護律師亦可審問這些證人。透過向草案作出表決，上、下兩院議員就猶如陪審團和法官。此外，與一般的被告不同，卡羅琳並未享有一些作為被告的基本權利，包括在控方安排證人時，她不會在事前知悉證人的身份。《泰晤士報》批評此安排「有違上帝的律法」，而普遍輿論也站到卡羅琳一方，支持她。

一直以來，喬治均依賴納稅人的金錢，過著非凡的奢華生活，相比之下，卡羅琳的生活則顯得更為樸實。坊間不少諷刺作家和漫畫家都愛透過諷刺漫畫支持卡羅琳，且描繪喬治成生活放蕩和縱情聲色的昏君。卡羅琳還經常收到各地表達支持的來信，而當時國內正興起激進運動，以尋求推動政治改革和對抗聲望欠佳的喬治，一時間，遭受喬治苛迫的卡羅琳正好成為國內激進運動的象徵人物。在8月，卡羅琳還加入激進分子威廉·科貝特等人的陣營，以下據聞是科貝特對卡羅琳的評論：
|  | 假如本皇國地位如此深重的人物，都可以透過一項《痛苦和刑罰草案》喪失她的地位和封號、還可遭到休妻、罷免和貶抑的對待，恐怕本皇國的憲制自由將要分崩離析；國家賦予的權利只會支離破碎；而曾幾何時得到自由的人民，將會猶如最卑賤的奴隸一樣，被傲慢無禮的強權鞭打。 |

就在聆訊展開前夕，卡羅琳向喬治發公開信，信件的內容受廣泛報導。據指這份公開信也是出自科貝特手筆，內容講述卡羅琳如何受到不公對待、她如何淪為陰謀和奸計下的犧牲者、喬治如何殘忍和麻目不仁、以及要求得到公正審訊的訴求等。這份公開信不單止被視為向喬治的挑戰，也是對政府堅持改革的挑戰。

## 聆訊召開
在1820年8月17日，國會正式對卡羅琳展開聆訊。當日雖然有大批軍人到國會外戒備，但仍吸引大批民眾守候，一睹貴族和皇后等重要人物抵步的場面。由於草案由上院引入，因此草案要先經由上院審議。上院議事廳召開會議後，立即就草案進行二讀，並由大法官艾爾登勳爵（Lord Eldon）宣佈有數名貴族缺席。缺席聆訊的貴族包括拜倫勳爵和厄爾斯金勳爵等人，缺席原因多數是因為身在國外或年老抱恙，但她的小叔薩西克斯公爵則以身為皇族血親為理由獲准缺席，另一位小叔約克公爵卻表示會如常參與聆訊。
《痛苦和刑罰草案》的第一項動議由倫斯特公爵（Duke of Leinster）提出，內容要求駁回草案。不過，倫斯特公爵並非真心要駁回草案，動議旨在試探政府草案所獲得的支持，從而估算喬治在草案中的勝算，結果動議以41票對206票大比數否決。在首兩日聆訊中，先由辯方布魯厄姆和登曼發表開辯詞，頗獲好評。雖然兩人沒有明言喬治本身也可能觸犯通姦罪，但卻在開辯詞當中暗示喬治有機會遭受「反控」，意味隨後的聆訊過程將會公開喬治本身的風流事跡，甚至是他與費茲赫伯特的秘密婚姻；至於卡羅琳亦私下憤言自己「只曾犯過一次通姦罪，就是與費茲赫伯特夫人的丈夫通姦」。
在8月19日，控方由檢察總長羅伯特·吉福德爵士（Sir Robert Gifford）主持下開辯，卡羅琳沒有出席。吉福德宣稱卡羅琳當時身為王妃，卻與僕役長佩爾加米自1814年11月起維持一段長達五年的情侶關係，兩人不單止共用睡房、平時雙臂緊扣、更被人聽到纏綿接吻的聲音，此外，卡羅琳常在佩爾加米面前換衣服，進膳時也與他一起。他又表示，雖然佩爾加米是有婦之夫，而且他的孩子、兄妹和母親均跟隨卡羅琳生活，但佩爾加米的髮妻卻沒有在一起。吉福德的言論引起很大哄動，翌日的星期日報章紛紛詳細報導此等露骨內容。在8月21日星期一，吉福德繼續進一步指控卡羅琳，包括有人曾發現卡羅琳和佩爾加米一絲不掛地共床同眠、卡羅琳在公眾場合公然坐在佩爾加米的膝上、更甚者，卡羅琳只在佩爾加米一人陪同下沐浴。卡羅琳的行徑固然令當時英國上流社會為之咋舌，但吉福德的言論也不太受上流社會支持，因為他們也深知喬治比卡羅琳好不了多少，而強行展現卡羅琳的私生活細節於公眾面前，最終只會衝擊皇室與政治現狀。正如當時的著名詩人李希·亨特（Leigh Hunt）在致雪萊的一封書信中，就認為「整件事對當代衰落中的皇室而言，將是最大的衝擊」。
隨後，控方準備傳召首名證人——卡羅琳的一位意大利籍僕役西奧多·馬約基（Theodore Majocci）作供。可是，控方依賴一位來自外地、出身寒微的下人作供，卻引發英國國內仇視意大利的偏見。馬約基除了接受政府保護，免受暴徒襲擊外，坊間流行的諷刺漫畫和小冊子更描繪他成被收買、腐敗無能和可恥的壞人。馬約基受賄作假證供的傳聞，亦透過街上售賣的單張不逕而走。
吉福德在8月21日完成發言後，卡羅琳再次現身上院議事廳出席聆訊。未幾，馬約基獲傳召入議事廳作供，就在他步入議事廳的時候，卡羅琳突然趨前，揭起面紗，似乎認出馬約基，並驚呼他的名字「西奧多」一聲，接著便跑離上院。卡羅琳像戲劇般離開上院議事廳一事，被《泰晤士報》形容為「極度痛苦的感情爆發」（burst of agony），不過坊間也有認為這是卡羅琳畏罪的表現。事件迫使辯方律師建議卡羅琳，此後如非被特別傳召，都不宜出席聆訊，事實上，卡羅琳在聆訊期間經常前赴上院，但卻沒有現身議事廳。據俄國駐英公使夫人利芬公主（Princess Lieven）透露，卡羅琳在聆訊期間只顧在上院偏廳玩雙陸棋消磨時間，種種缺席聆訊的負面表現，都使她的聲譽受損。

## 控方論據

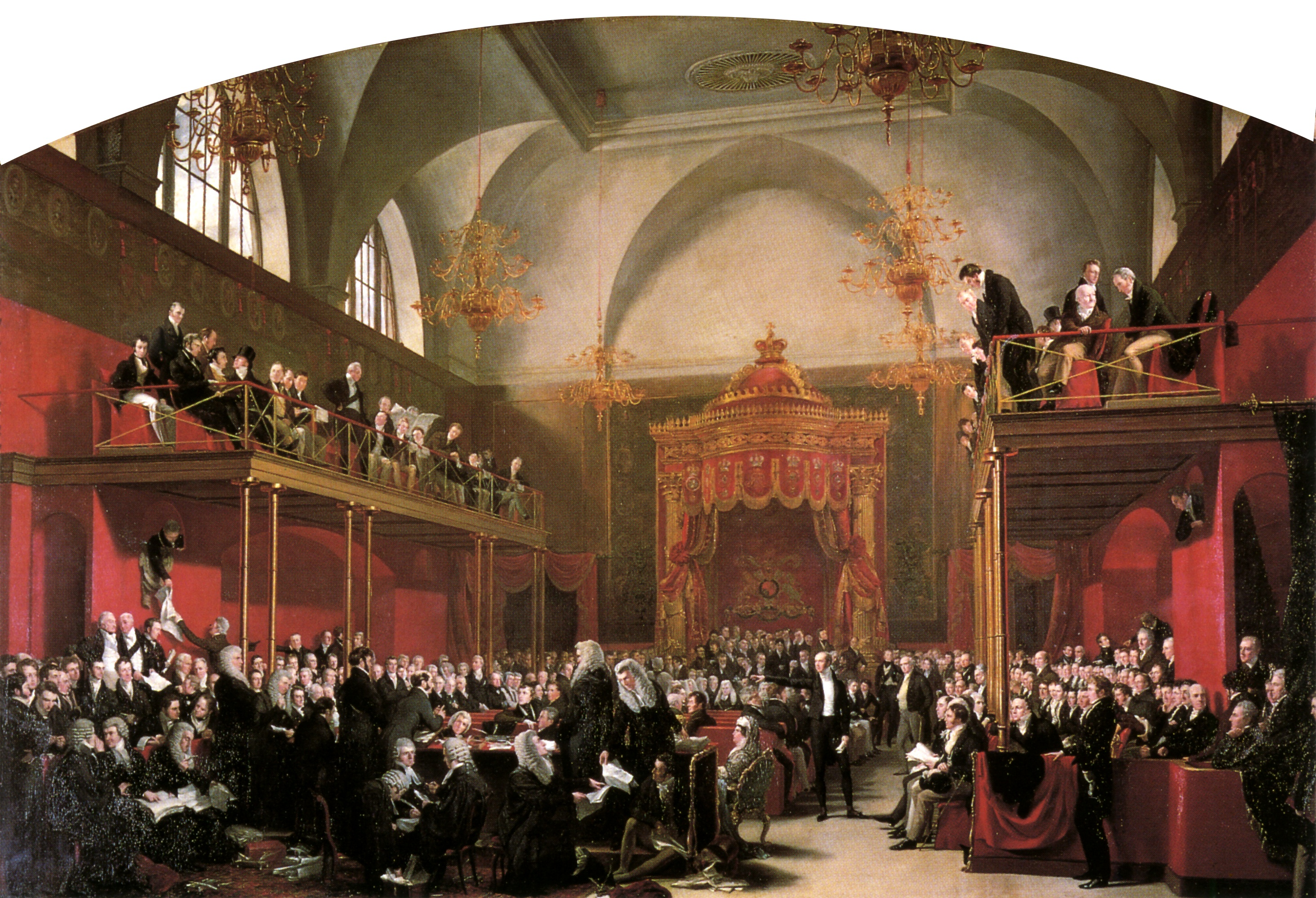
The Trial of Queen Caroline by Sir George Hayter, 1820

在法律政策專員約翰·科普利爵士（Sir John Copley）盤問下，馬約基供稱卡羅琳與佩爾加米平時共晉早餐，各住相連的睡房，而且曾互相親咀接吻。他表示，佩爾加米經常不在自己的睡房睡覺，並見過他只穿著內褲和睡衣走進卡羅琳的香閨。馬約基續稱，卡羅琳有次出遊地中海，全程與佩爾加米共住同一帳篷，在沐浴時更只有佩爾加米一人服侍。在作供翌日，馬約基又指兩人在旅程中共坐同一輛馬車，又云佩爾加米為免下車解手，在馬車上必有一個水瓶傍身。
在控方不斷盤問下，整個聆訊過程變得愈益荒誕。當科普利向馬約基問及卡羅琳僱用一位脫衣舞男的情況時，身在上院議事廳內的馬約基為了模仿舞男而手舞足蹈、一邊揭起褲子舞動、一邊大喝全場無人明白的「vima dima!」。馬約基在上院跳舞一事被《泰晤士報》惡評，還表示好遺憾基於「責任」要報導「如斯下流」的內容。科普利完成盤問後，再由辯方的布魯厄姆盤問馬約基，可是馬約基甚不合作，超過200次以意大利語向辯方回答「我記不起」（Non mi ricordo），這個回答一時淪為全國笑柄，廣為坊間流行，也被不少漫畫和諷刺詩文加以引用和嘲弄，使他作為證人的誠信深受普遍質疑。
馬約基作供完畢後，控方傳召卡羅琳出遊地中海期間曾僱用的遊船水手蓋塔諾·帕杜佐（Gaetano Paturzo）、以及船長文森佐·加奎諾（Vincenzo Garguilo），前者宣稱卡羅琳曾坐在佩爾加米的膝上，但僅此而已，至於後者則表示兩人在甲板上共住同一個帳篷，亦曾互相接吻。在控辯雙方盤問下，加奎諾承認出席聆訊前收了人錢，但他強調這些錢不足以彌補他特地前赴英倫而蒙受的生意損失。另一方面，卡羅琳亦曾乘坐英艦HMS利維坦號（HMS Leviathan）出遊，該艦艦長托馬斯·布里格斯（Captain Thomas Briggs）以控方證人身份作供時表示，兩人在艦上住在兩間雙連的睡房，也見過兩人雙臂纏綿。相較於之前的意大利證人，上議院認為布里格斯在英艦供職，應是一位可信證人，不過在盤問尾聲的時候，上議員艾倫伯勒勳爵（Lord Ellenborough）忽然從坐位站起，向布里格斯直接問到：「究竟證人有沒有看到王妃與佩爾加米有任何不當的親暱行為？你有沒有任何理由懷疑兩人間有任何不當的放肆或親暱行為？」結果布里格斯的答案是「沒有」。
另一位在第里雅斯特任職旅館店東的伯多祿·古芝（Pietro Cuchi）在上院作供時表示，曾經在卡羅琳入住的客房門外，透過門鎖鎖孔窺看室內情況，看見佩爾加米離開卡羅琳的睡房，但身上只穿著襪子、內褲和睡袍。不過，他強調自己難以透過鎖孔清楚窺探室內情況。他又表示，佩爾加米的睡床沒有使用過的痕跡，而卡羅琳房內的兩個馬桶卻曾被使用。
在8月25日，上院傳召來自卡爾斯魯厄、任職女僕的芭芭拉·克瑞斯（Barbara Kress）。當檢察總長問及卡羅琳睡房的床單時，問到：「你曾否在床單上發現任何物件？」女僕回答的聲量十分小，再加上她不懂英語，控辯雙方的繙譯唯有走到她的跟前聆聽答案。辯方繙譯聲稱女僕的答案是「wuste」，無法翻譯；但控方繙譯則要求女僕進一步解釋答案。克瑞斯不堪壓力，一度情緒崩潰，迫使聆訊一度中斷，待她心情平服後再續。幾經鑒定，最終雙方確認女僕所指的「wuste」是英文的「stains」，是「污跡」的意思。聆訊引起輿論不少批評，認為聆訊淪為一齣「莊嚴的鬧劇」，托利黨名媛哈麗特·阿巴斯諾特也在她的日記寫到：「如果輝格黨的上議員不認為他們聽到的嘔心內容是「證據」，如此他們的夫人在日後大可放心離婚不會發生在她們身上。」

## 餘波
卡羅琳王后將此草案撤回結果視為她的勝利。成群結隊的倫敦人在街頭上慶祝。支持喬治四世政府者的窗戶被砸毀，支持喬治四世的報刊社被縱火。相似的場景在整個英國出現。

## 注腳
1. ↑  Robins, Jane (2006). Rebel Queen: How the Trial of Caroline Brought England to the Brink of Revolution. Simon & Schuster. ISBN 9780743478267. p.132.
2. ↑  Robins, p.134.
3. ↑  Robins, p.137.
4. ↑  Robins, p.138.
5. ↑  Robins, pp.141–142.
6. ↑  Robins, p.140.
7. ↑  Robins, p.142.
8. ↑  Robins, pp.142–143.
9. ↑  Quoted in Robins, p.143.
10. ↑  Robins, p.149.
11. ↑  Robins, pp.151–157.
12. ↑  Robins, pp.158–160.
13. ↑  Robins, p.160.
14. ↑  Queen Caroline in The Times, 2 August 1820
15. ↑  Robins, pp.162–163.
16. ↑  Robins, p.164.
17. ↑  Robins, pp.165–169.
18. ↑  Robins, p.170.
19. ↑  Robins, p.171.
20. 1 2  Robins, pp.172–174.
21. ↑  Thomas Moore's Memoirs, (London, 1853) vol.III, p.149 quoted in Robins, p.176.
22. ↑  Robins, pp.181–182.
23. ↑  Robins, pp.182–184.
24. ↑  Gifford's speech quoted in Robins, pp.184–185.
25. ↑  Robins, p.185.
26. ↑  Leigh Hunt, Correspondence, vol.I, p.156 quoted in Robins, p.186.
27. ↑  Robins, pp.187–188.
28. ↑  Robins, pp.188–191.
29. ↑  Robins, p.191.
30. ↑  The Journal of the Hon. Henry Edward Fox, afterwards fourth and last Lord Holland, 1818–1830, p.41 quoted in Robins, p.192.
31. 1 2  The Times, 23 August 1820
32. ↑  As recorded in Fox's journal, the letters of Sara Hutchinson, and public placards quoted in The Times newspapers, all quoted in Robins, pp.192 193.
33. ↑  Denman's journal quoted in Robins, p.196.
34. ↑  Letter from Princess Lieven to Klemens Wenzel, Prince von Metternich in Quennell, Peter (editor) (1948) The Private Letters of Princess Lieven to Prince Metternich 1820–1826. London: John Murray. p.54 quoted in Robins, pp.223–224
35. ↑  Robins, p.224.
36. ↑  Majocci's testimony quoted in Robins, p.193.
37. ↑  Majocci's testimony quoted in Robins, p.194.
38. ↑  Majocci's testimony quoted in Robins, p.196.
39. ↑  Robins, pp.196, 213–214.
40. ↑  Robins, pp.197–199.
41. ↑  Robins, p.199.
42. 1 2  Robins, p.201.
43. ↑  Papers in Royal Archives (Geo Add 10/1, bundle 5) quoted in Robins, p.201.
44. ↑  Robins, p.202.
45. ↑  Robins, pp.212–213.
46. ↑  Letter from Princess Lieven to Prince Metternich in Quennell, Peter (editor) (1948) The Private Letters of Princess Lieven to Prince Metternich 1820–1826. London: John Murray. p.51 quoted in Robins, p.212
47. ↑  The Journal of Mrs Arbuthnot 1820–1832. vol.I, p.35 quoted in Robins, p.213.
48. ↑  Robins 2007，第287頁.
49. 1 2  Robins 2007，第289–291頁.